# Smilax azorica
Smilax azorica H.Schaef. & P.Schoenfelder é uma trepadeira pertencente à família das Smilacaceae, endemismo dos Açores. Esta espécie foi recentemente autonomizada da espécie Smilax canariensis Willd..

## Descrição
A espécie é uma liana lenhosa, com caules espinhosos e folhas alternas, ovadas, cuneiformes ou truncadas na base, com caules não espinhosos e com gavinhas que nascem das bainhas estipulare.
As flores são unissexuais, dispostas em glomérulos umbeliformes.
Os frutos são bagas que adquirem uma tonalidade avermelhada quando maduros, passando depois a negras.